# سرتیپ‌آباد (قروه)
سرتیپ‌آباد یک روستا در ایران است که در بخش مرکزی شهرستان قروه در استان کردستان واقع شده‌است.زبان اهالی این روستا کردی است . این روستا با ارتفاع 2100 متر از سطح دریا دارای اب و هوایی سرد و کوهستانی است

## جمعیت
این روستا در دهستان بدر قرار دارد و براساس سرشماری مرکز آمار ایران در سال ۱۳۸۵، جمعیت آن ۱۷۱ نفر (۴۶ خانوار) بوده‌است.